# Aliskiren/amlodipine
Thuốc kết hợp aliskiren/amlodipine (INN, tên thương mại là Tekamlo) là một thuốc chống tăng huyết áp. Các thử nghiệm lâm sàng cho thấy nó có hiệu quả hơn amlodipine, với chế độ dùng thuốc cao (aliskiren 300 mg/amlodipin 10 mg) hiệu quả hơn olmesartan/amlodipine với khả năng dung nạp tương đương.